# Anne Lagergren

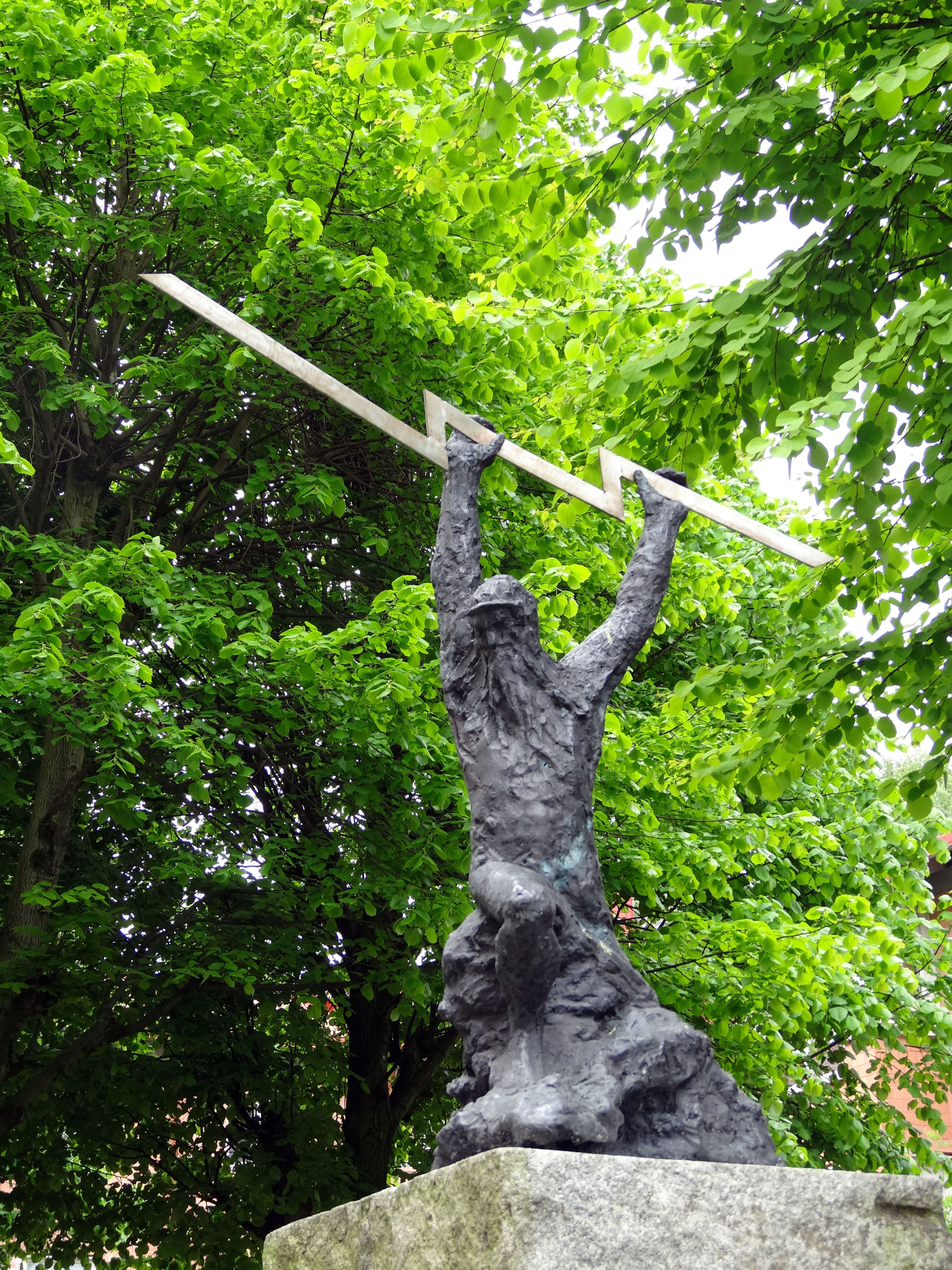
Skulpturen Blixt och dunder i Biskopsgården i Göteborg.

Anne-Charlotte Lilly Margareta Lagergren född Dahl  24 oktober 1943 i Stockholm,  är en svensk konstnär verksam i Göteborg som främst är känd för sina offentliga skulpturer i brons. I Göteborg finns bland annat de två offentliga skulpturerna Hej, placerad 1989 på Rymdtorget och Blixt och dunder, placerad 1994 i Biskopsgården. Utöver sitt eget konstnärliga arbete har hon varit huvudlärare vid konstskolan Art College i Göteborg.